# Targhe d'immatricolazione del Lussemburgo

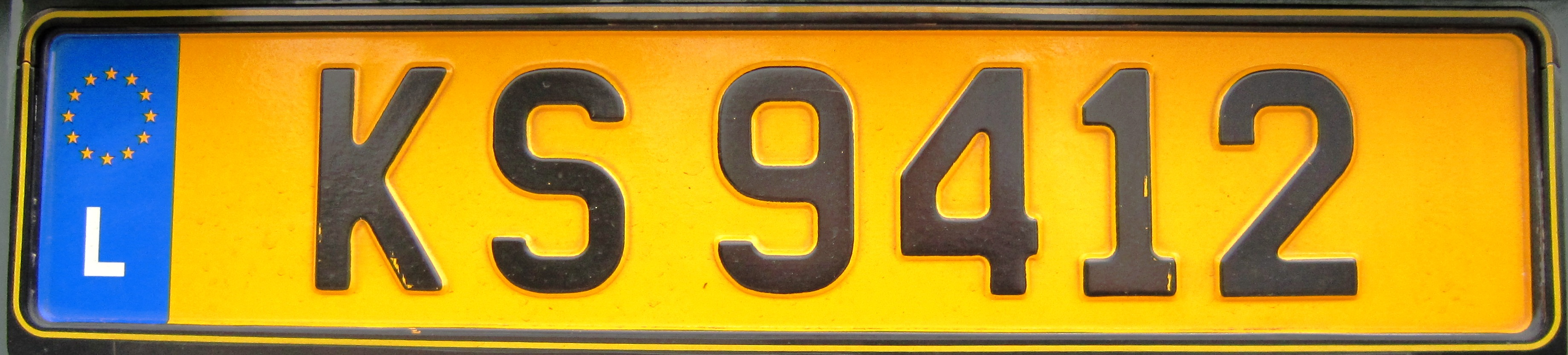
Targa standard con design in uso dal 1º luglio 2003

Le targhe d'immatricolazione del Lussemburgo sono destinate ai veicoli immatricolati nel Granducato.

## Sistema in uso

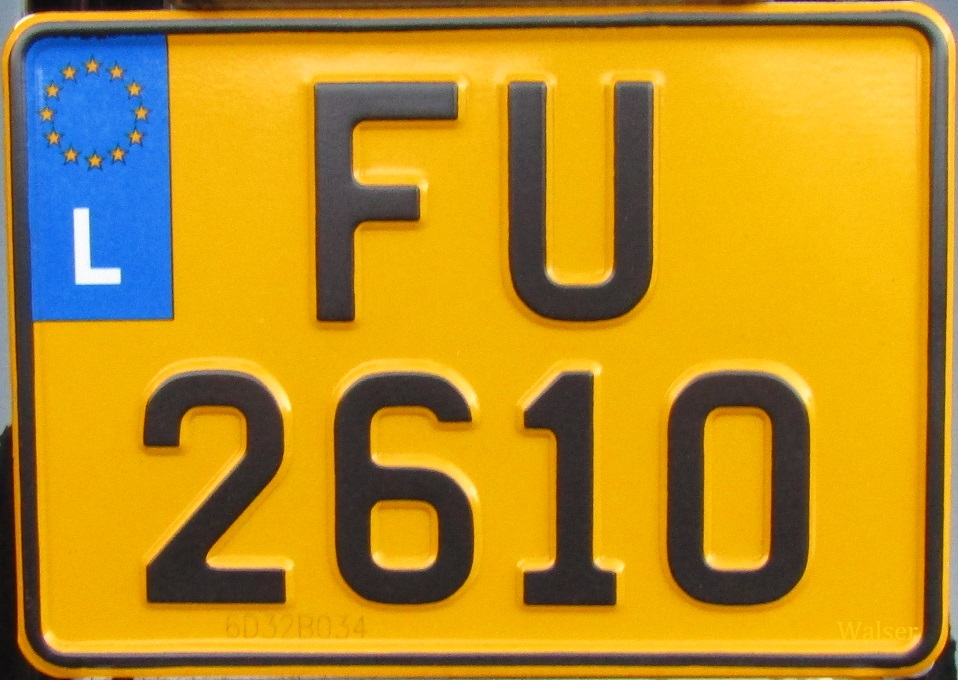
Esempio di formato per motocicli

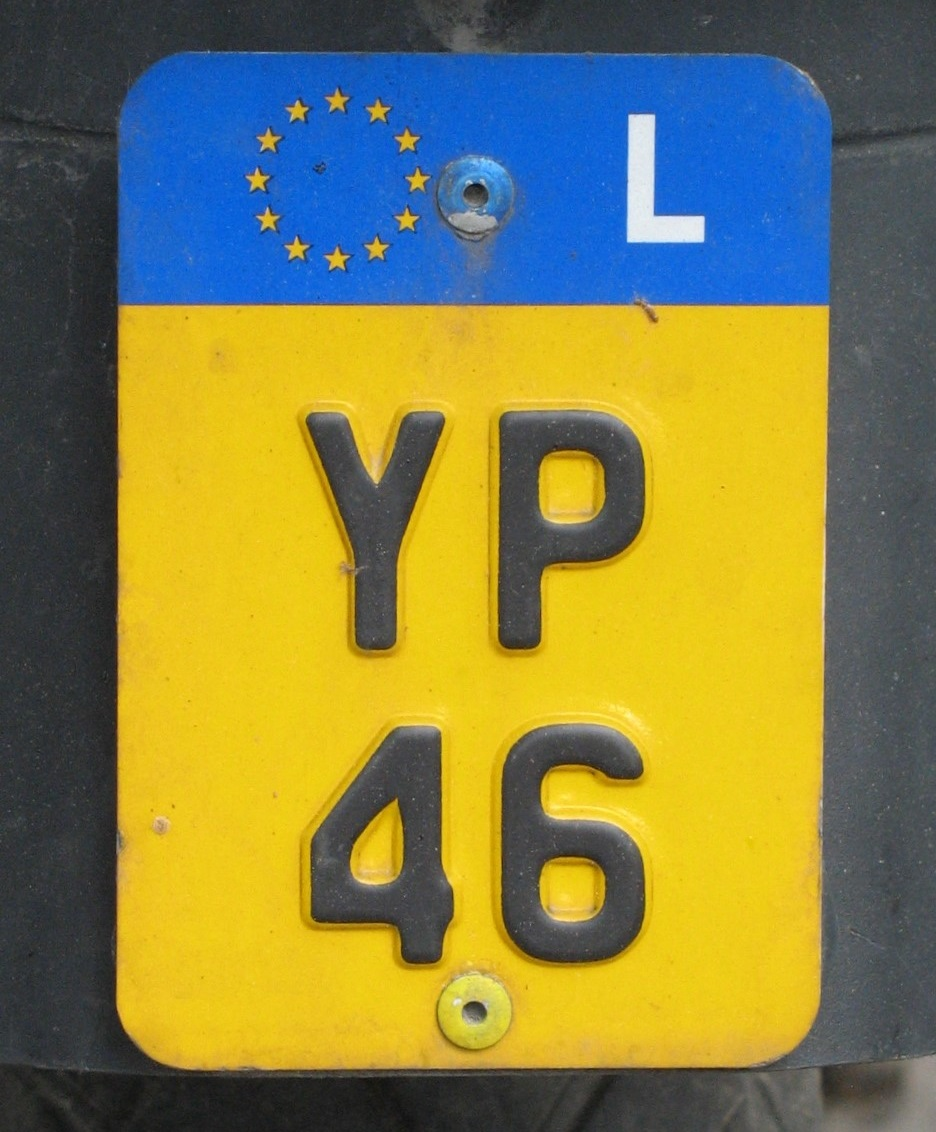
Targa di un ciclomotore con banda blu in alto

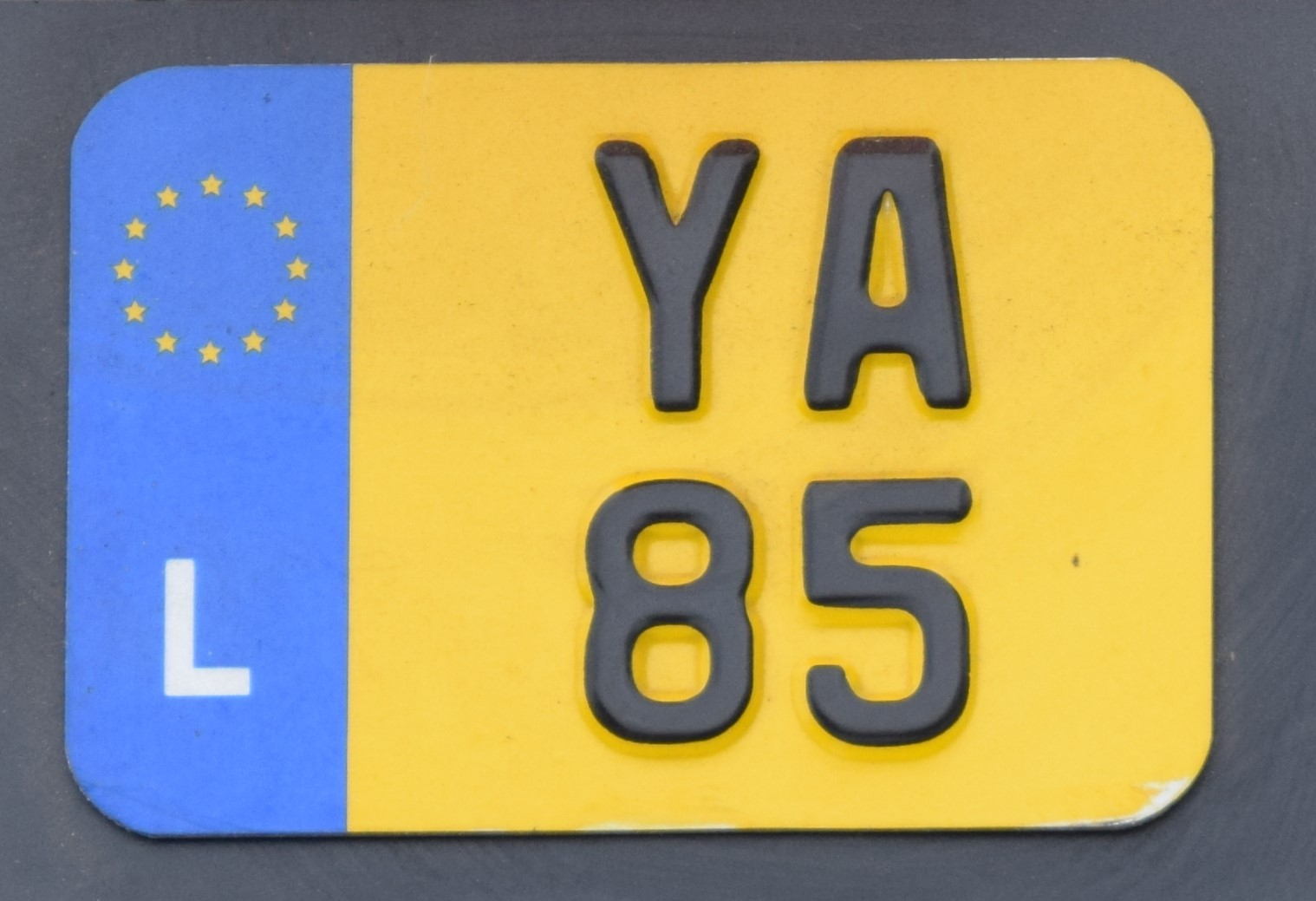
Formato per ciclomotori con banda blu a sinistra

Le targhe automobilistiche lussemburghesi su un'unica linea misurano 520 × 110 mm, quelle su due righe (che possono essere anche anteriori) 340 × 200 mm; sono di alluminio e hanno un fondo giallo riflettente con i caratteri neri in stampato maiuscolo. La loro emissione è a cura della Société Nationale de Contrôle Technique (SNCT), mentre l'assegnazione è prerogativa del Ministero dei Trasporti del Granducato. 
Nelle targhe prodotte dal 1º luglio 2003, il cui spessore dev'essere di almeno un millimetro e non superiore a 1,5 mm, è posizionata sul margine sinistro una banda verticale blu con sotto la sigla automobilistica internazionale L di colore bianco e sopra le dodici stelle gialle in cerchio simbolo dell'Unione Europea. 
Non vengono utilizzate le lettere "I" e "O", in quanto si confondono rispettivamente con le cifre "1" e "0", né le seguenti combinazioni: HJ (in tedesco iniziali di "Gioventù hitleriana"), KK (acronimo del tedesco Kacke, cioè "cacca"), KZ (in tedesco acronimo di "campo di concentramento"), PD (abbreviazione del francese pédéraste, ovvero "pederasta"), SA, SS e WC. L'elenco completo delle combinazioni escluse è il seguente:
```
AA EI IB IL IV KZ OD ON OX SA WC
AI EO IC IM IW LI OE OO OY SI WI
AO FI ID IN IX LO OF OP OZ SO WO
BI FO IE IO IY MI OG OQ PD SS XI
BO GI IF IP IZ MO OH OR PI TI XO
CD GO IG IQ JI NI OI OS PO TO YI
CI HI IH IR JO NO OJ OT QI UI YO
CO HJ II IS KI OA OK OU QO UO ZI
DI HO IJ IT KK OB OL OV RI VI ZO
DO IA IK IU KO OC OM OW RO VO ZZ

```

Le targhe dei motocicli misurano 270 × 80 mm o 200 × 140 mm e sono composte da due lettere seriali sopra un numero di quattro cifre, quelle dei ciclomotori e dei quadricicli 130 × 90 mm o 90 × 130 mm. Questi veicoli dal 1º luglio 2003 hanno i caratteri distribuiti su due righe, con la banda blu orizzontale in alto o verticale a sinistra e due lettere sequenziali sopra un numero di due cifre. Fino alla data sopra specificata le targhe di tali veicoli erano disposte su tre linee: su quella centrale si trovava un numero di cifre variabile da due a cinque e su quella inferiore una o due lettere; su quella superiore compariva la sigla, di dimensioni ridotte, CMA, acronimo di cycle à moteur auxiliaire, a volte preceduta dalla sigla internazionale "L" gialla in un ovale nero. 
Nella regolamentazione attuale è previsto un limite massimo di sei caratteri, composti generalmente da due lettere e quattro cifre; tuttavia si possono trovare anche blocchi alfanumerici diversi: normalmente trattasi di targhe personalizzate o immatricolate prima del Decreto Granducale del 17 giugno 2003. In ogni caso del formato precedente non ce ne sono in circolazione molte, poiché a un nuovo acquisto o re-immatricolazione si richiede la sostituzione della targa e l'adozione del formato attualmente utilizzato.

## Targhe personalizzate

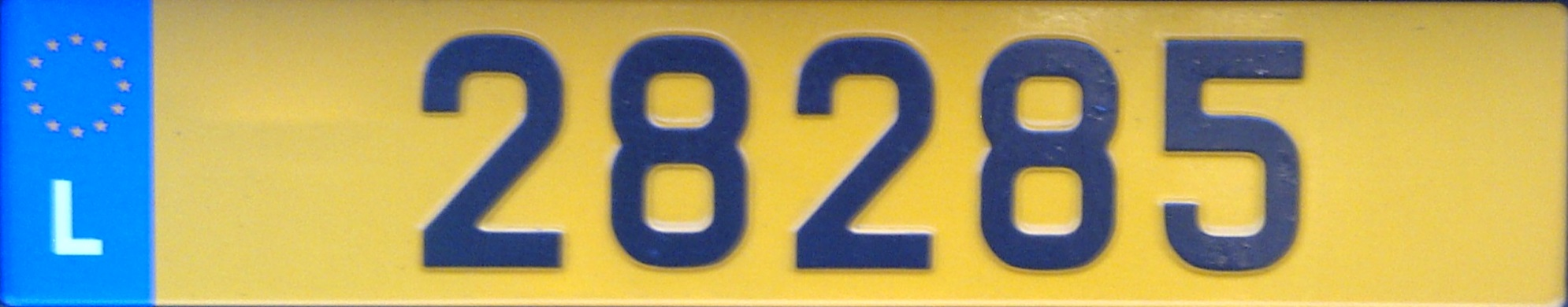
Targa personalizzata composta da sole cifre

Come in altri Paesi europei, anche in Lussemburgo è ammesso l'uso di targhe personalizzate, per le quali è prevista una sovrattassa che ammonta a 50€ per le nuove immatricolazioni e 24 per le reimmatricolazioni. Composte da lettere e cifre (spesso le iniziali del nome seguite dall'anno di nascita) o solamente da cifre, sono collegate al proprietario anziché al veicolo stesso, a differenza della targhe standard, che sono invece legate al veicolo e non vanno cambiate quando subentra un nuovo proprietario. Non possono essere scelte le combinazioni vietate sopra elencate né quelle riservate alla Corte Granducale o al Governo (vd. infra).

## Varianti

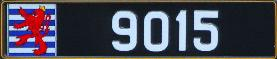
Formato attualmente emesso per automezzi militari

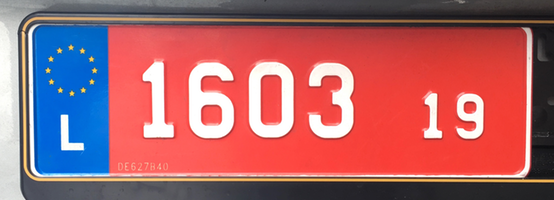
Targa temporanea (19 = 2019) utilizzata da concessionari per test drive

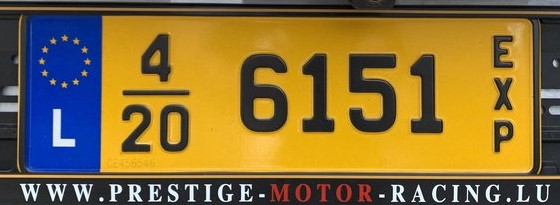
Targa provvisoria da esportazione con scadenza aprile 2020

- Le targhe dei veicoli della famiglia granducale hanno una o due cifre. La banda blu sulla sinistra, con la sigla internazionale "L" e le dodici stelle gialle dell'Unione Europea, è sostituita dallo stemma del Granducato. Per le occasioni speciali ci sono veicoli ufficiali le cui targhe, prive di lettere e cifre, sono bicolori (i colori sono quelli del casato del Granduca): quelle posteriori o in dotazione alle moto di scorta della polizia hanno il fondo azzurro nella metà inferiore, arancione nella metà superiore; quelle anteriori si distinguono per lo stemma di una corona variopinta su fondo bianco.
- Le targhe dei veicoli dell'Esercito sono riconoscibili per i caratteri bianchi su fondo nero e un leone araldico rosso in campo blu e bianco a strisce che precede un numero composto da non più di quattro cifre (tre nei rimorchi). Intorno al 2010 il formato è stato lievemente modificato ed è stato aggiunto un bordo giallo.
- Sulle targhe d'immatricolazione con il codice "CD" è impresso tra sigla e numerazione un cerchio bianco con al centro lo stemma del Granducato e intorno a questo la scritta Grand-Duché de Luxembourg - Ministère de Transports.
- Le targhe rosse sono assegnate agli organismi preposti ai controlli tecnici e alle persone fisiche o giuridiche autorizzate alla permuta o alla riparazione di veicoli circolanti su strada, ovvero concessionari, proprietari di autofficine e garagisti. Hanno caratteri bianchi su fondo rosso; un numero da 1000 a 9999 è preceduto dalla banda blu e seguito da uno spazio e dalle ultime due cifre dell'anno di validità, di dimensioni ridotte.
- Le targhe da esportazione misurano 340 × 110 mm: come quelle standard, sono gialle con caratteri neri e hanno la banda blu a sinistra, ma mancano le lettere. Un numero progressivo generalmente di quattro cifre è preceduto dall'indicazione del mese in alto (es.: 2 = febbraio, 10 = ottobre) e, separato da una lineetta, dell'anno di scadenza in basso (es.: 18 = 2018); a destra sono scritte le lettere "EXP" a caratteri ridotti e allineate in verticale. La validità massima è di tre mesi.

### Codici speciali (x = cifra) e significato corrispondente

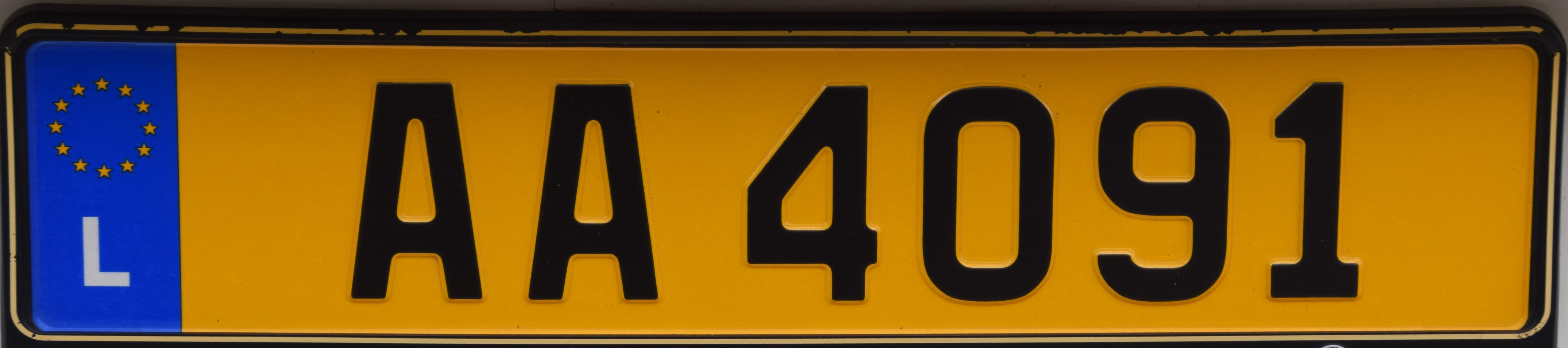
La sigla "AA" apposta sul veicolo di un'autorità amministrativa dello Stato o della Polizia

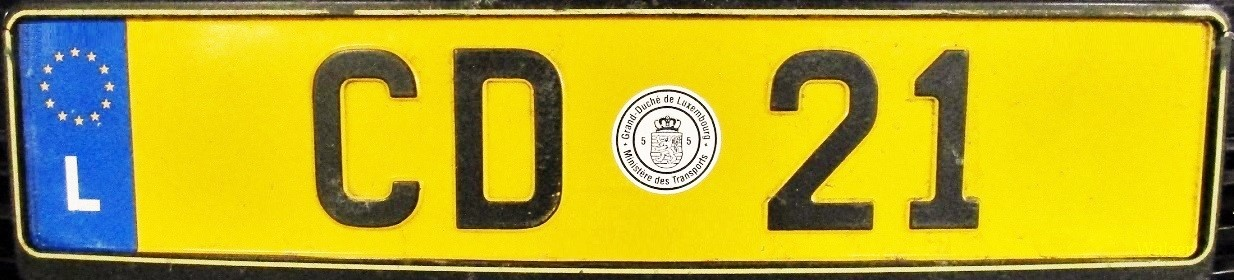
Targa governativa montata sulla vettura del vice Primo Ministro

- AA 1000–9999 - veicoli della Polizia o delle autorità amministrative dello Stato
- B xxxx - autobus
- CB xxxx - Castello di Berg (in francese Château-de-Berg)
- CD 1–19, 1–19 - veicoli riservati alla Corte Granducale
- CD 20–50, 20–50  - veicoli del garage del Governo
- CD 300–599 - veicoli di membri di organizzazioni internazionali
- CD 10-00–99-99 - veicoli di un Corpo diplomatico (il primo numero di due cifre identifica lo Stato della rappresentanza o l'organizzazione internazionale)
- CR xxxx - automezzi della Croce Rossa (Croix-Rouge)
- P 1–99 - veicoli dei deputati della Camera dei deputati ("P" = Parlement)
- U xxxx, V xxxx  - veicoli commerciali
- X xxxx - macchine agricole
- Y xxxx - macchine operatrici semoventi
- ZZ 1000–9999 - veicoli di uso limitato

## Vecchi formati

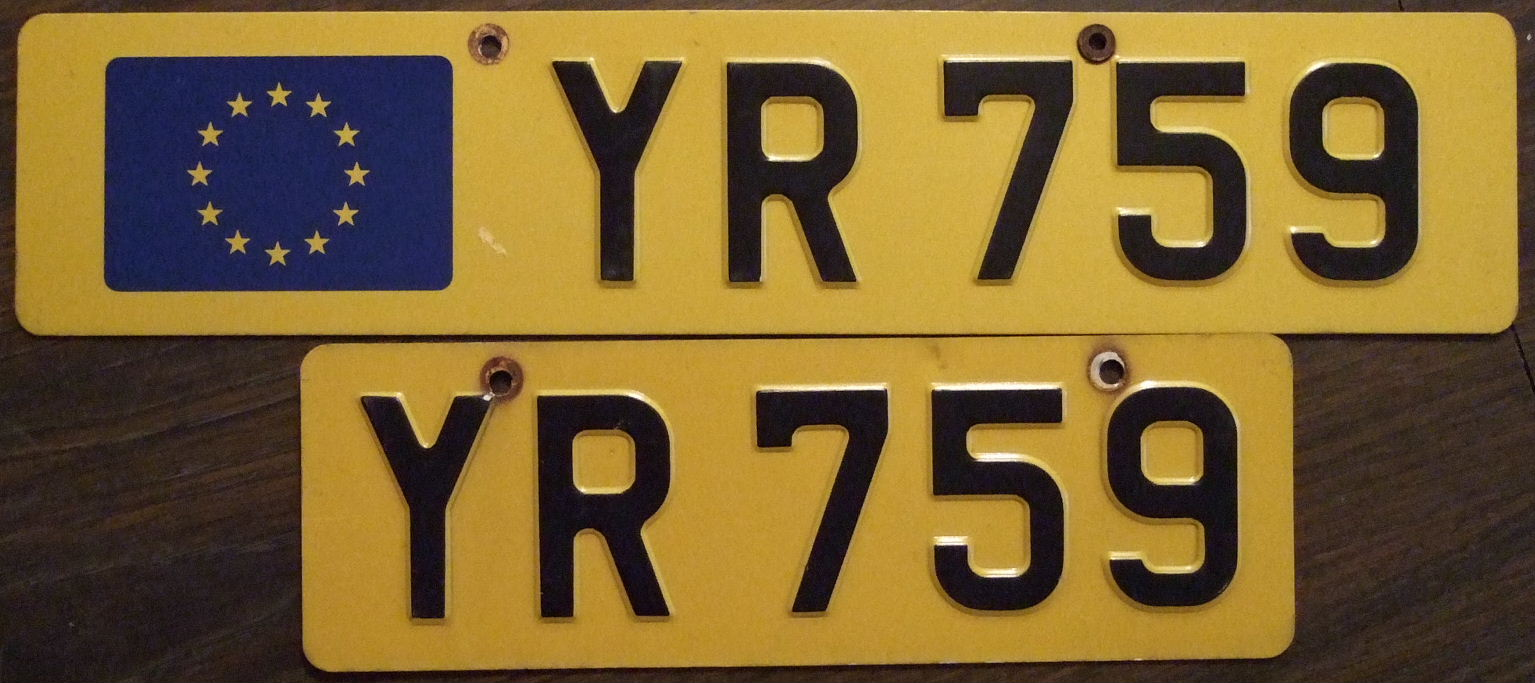
Targhe (posteriore in alto e anteriore in basso) con formato introdotto nel 1988 e terminato il 30/06/2003

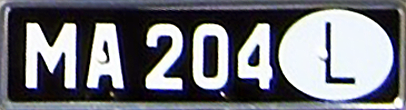
Targa d'immatricolazione posteriore con formato introdotto nel 1945 e cessato nel 1971

Dal 1988 al 30 giugno 2003 le targhe posteriori avevano a sinistra la bandiera dell'Unione Europea, con le dodici stelle gialle in campo blu senza la sigla internazionale "L", seguita da una delle seguenti combinazioni alfanumeriche:
- due lettere e tre cifre;
- una lettera e quattro cifre;
- cinque cifre;
- quattro cifre;
- tre cifre.

Anche dal 1974 al 1988 le targhe del Granducato erano gialle con caratteri neri, ma senza bandiera dell'UE a sinistra. 
Dal 1971 al 1974, mentre le targhe posteriori avevano lo stesso colore (giallo) attuale, quelle anteriori continuavano a utilizzare il formato precedente introdotto nel 1945, con lettere e cifre bianche su fondo nero.
Fino al 1971 erano nere sia le targhe d'immatricolazione anteriori sia quelle posteriori, sulle quali doveva essere incollato, a destra delle cifre o sotto la numerazione, un adesivo ovale bianco con la sigla automobilistica internazionale L nera.